# Willys Overland
A Willys-Overland foi uma montadora de automóveis dos Estados Unidos na primeira metade do século XX. Ficou famosa principalmente por ter criado e produzido, em parceria com a Ford, o lendário Jeep da Segunda Guerra Mundial. Pouco antes de encerrar suas atividades em 1963, a empresa abriu uma filial no Brasil, em 1952, que se tornou importante personagem na nascente indústria automobilística brasileira e também no automobilismo. A marca existiu até 1975, quando o último veículo Willys deixou a linha de montagem da montadora AMC, mesmo período em que a Ford do Brasil ainda produzia veículos originalmente criados pela subsidiária brasileira.

## História
As raízes da Willys estão na Standard Wheel Company, uma fábrica de automóveis de um e de dois cilindros criada em 1902 na cidade americana de Terre Haute, no estado de Indiana. Ao migrar para a capital do estado, Indianápolis, em 1905, a empresa mudou o nome para Overland Co.

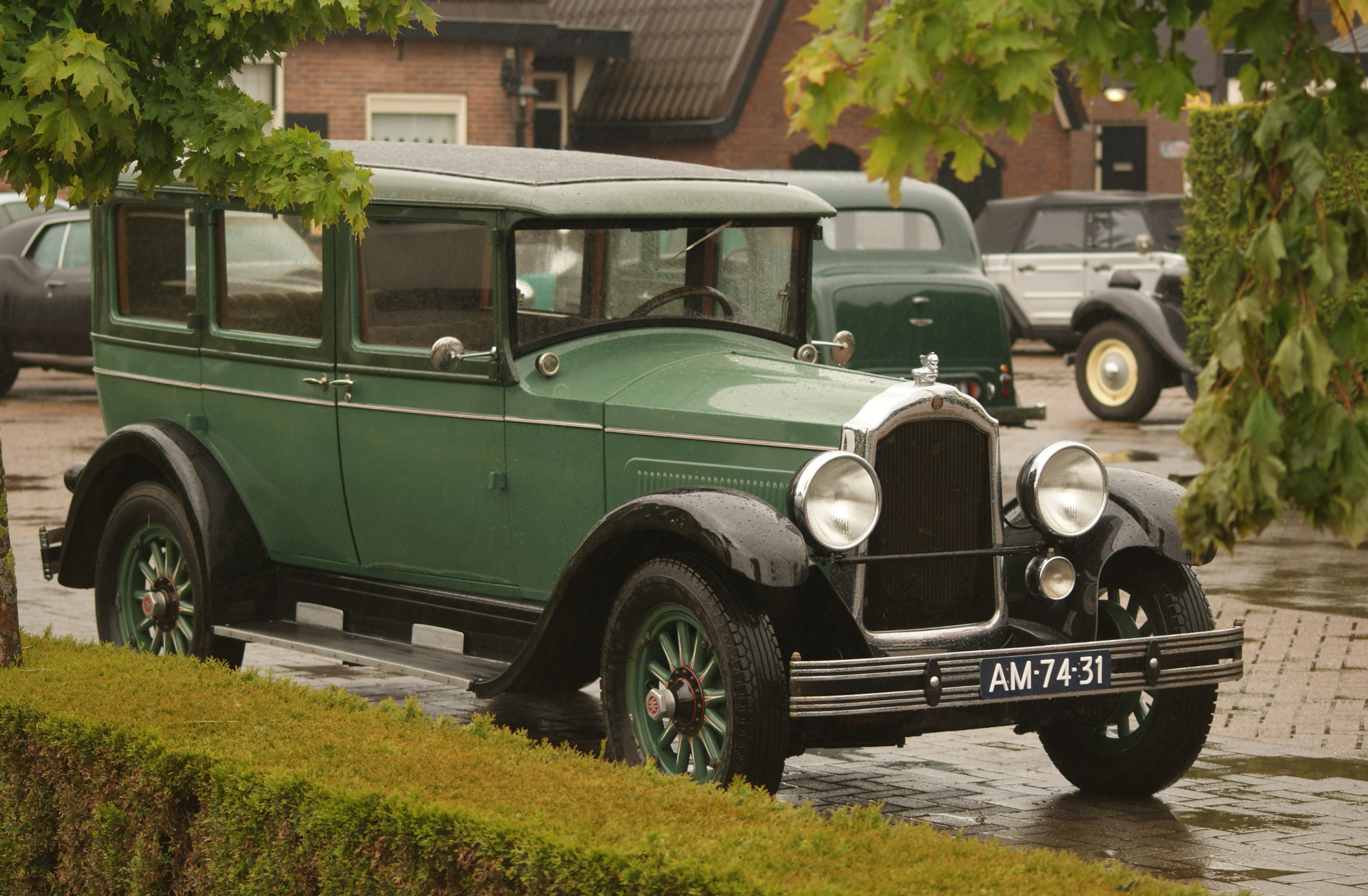
Willys-Knight de 1928

Uma crise financeira dois anos depois dessa mudança possibilitou que o controle acionário da empresa fosse adquirido por um bem-sucedido representante comercial que havia vendido bicicletas e automóveis de diversas marcas, chamado John Willys. Então a empresa foi rebatizada como Willys-Overland Co. e logo lançou um carro pequeno com motor de quatro cilindros que obteve boas vendas no mercado. A firma produziu também dois modelos de luxo com motor de seis cilindros, porém sem êxito comercial. O primeiro campeão de sucesso da marca foi o modelo 79, de 1914, que, com preço abaixo dos 1 000 dólares, vendeu 80 mil exemplares já no primeiro ano de produção.
Foi também em 1914 que a Willys apostou na tecnologia de válvula de manga criada por Charles Knight para fabricação de motores de quatro tempos sem válvulas, dando origem à subsidiária Willys-Knight que produziu modelos de sucesso satisfatório.
A crise de 1929 afetou a Willys e em 1933 a empresa teve que concentrar a produção em apenas um modelo, o 77, de quatro cilindros, com o preço mais baixo da história da montadora — 445 dólares. Esse modelo bem-sucedido garantiu a sobrevivência da Willys até a Segunda Guerra Mundial, quando surgiu o principal marco da história da montadora. Em 1940 os EUA estavam prontos para tomar parte pelos Aliados na Segunda Guerra Mundial, que havia começado no ano anterior. Ficou decidido que, para encarar o conflito, seria necessário um novo veículo de reconhecimento terrestre — algo feito especificamente para fins militares, sem adaptações.

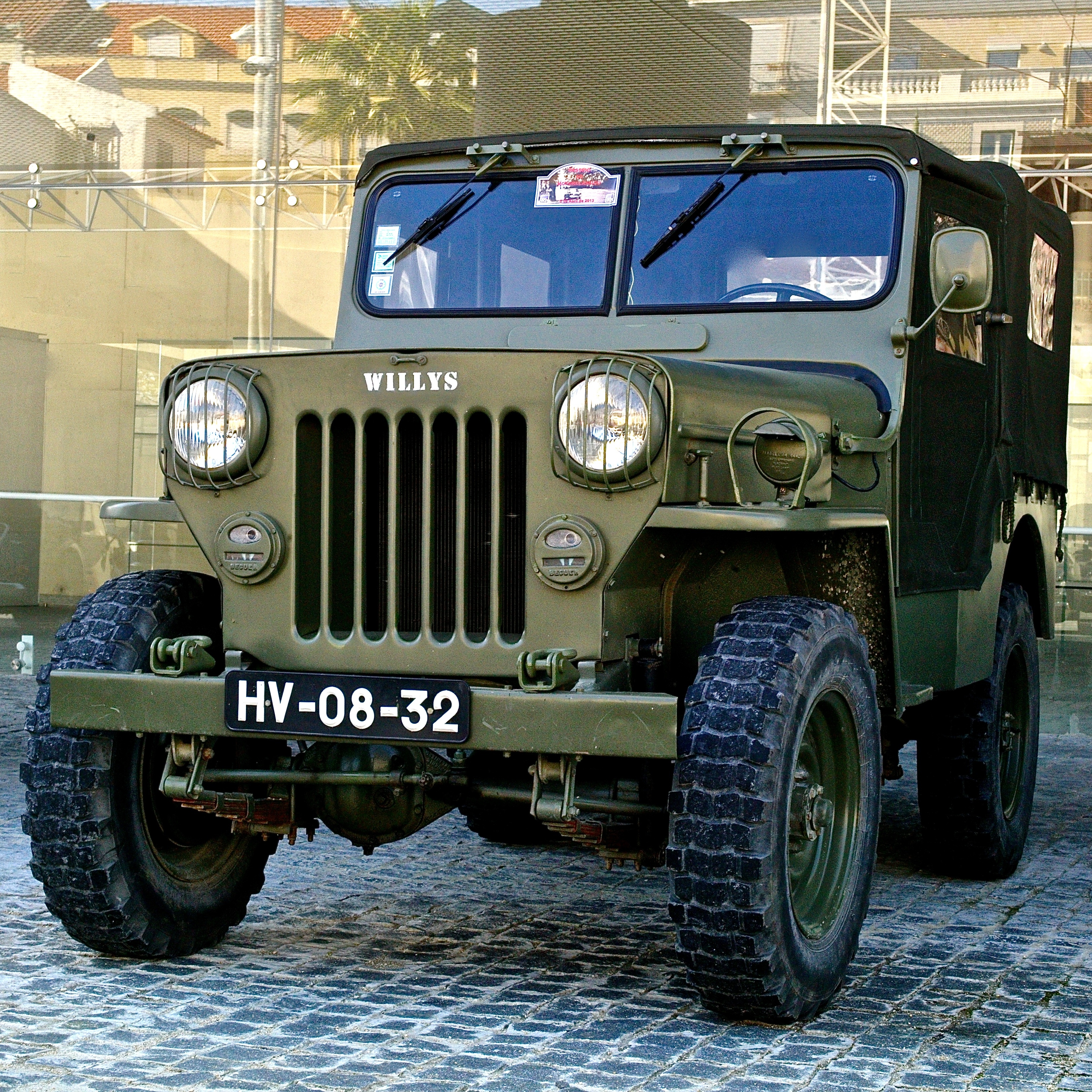
O Willys MB, também conhecido como Jeep Willys.

Não seria uma tarefa fácil. Havia muitas exigências: o veículo deveria ter tração integral e lugar para três soldados em um entre-eixos de no máximo 1 905 mm (mais tarde, 2 032 mm), além de bitolas de no máximo 1 194 mm. O para-brisa tinha de ser dobrável, a carga útil mínima era de 299 kg, e o motor deveria entregar pelo menos 11,7 mkgf de torque. Tudo isto em um veículo que, vazio, não pesasse mais que 590 kg.
O prazo também era apertado: o Exército Americano formalizou as exigências em julho de 1940 e estabeleceu um prazo de 49 dias para que as fabricantes apresentassem seus protótipos e 75 dias para a fabricação de 70 veículos funcionais para testes. Não foi à toa que, das 135 companhias que receberam a proposta, apenas três tenham aceito: a já citada American Bantam, a Willys-Overland e a Ford.
A primeira contatada foi a Bantam, que entregou seu protótipo, o chamado Bantam Nº 1 “Blitz Buggy”, a tempo, em setembro de 1940. Enquanto o Exército realizava os primeiros testes, ficou claro que a companhia não tinha capacidade produtiva para entregar os outros veículos dentro do prazo. Então, a Willys e a Ford foram incentivadas a dar sequência a seus próprios projetos com prazo extra.
Isto acabou, naturalmente, por colocar Willys e Ford em vantagem: além de ter mais tempo, as duas fabricantes tiveram acesso aos blueprints originais da Bantam e puderam enviar representantes para acompanhar os testes do projeto do Bantam Blitz Buggy. E mais: o Exército disse à Willys e à Ford que os blueprints eram de propriedade do governo, e não de sua rival. Assim, dois meses depois, Willys e Ford também tinham seus protótipos, batizados de Willys Quad e Ford Pygmy, respectivamente. A Bantam não reclamou, pois a situação financeira da companhia já não era das melhores e a última coisa que eles queriam era brigar com as autoridades.
Os veículos foram submetidos a testes de campo, e deveriam provar sua eficácia na prática ao longo dos meses seguintes. Então, em meados de 1941, o Exército decidiu que a próxima leva teria 16 000 veículos, e seria fornecida por apenas uma das fabricantes.
Dizem que potência não é tudo, mas foi o motor mais potente que garantiu à Willys o contrato assinado no dia 15 de julho de 1941, para a produção em série do agora chamado Willys MB. O chamado Go Devil era um quatro-cilindros de 2,2 litros capaz de entregar 60 cv a 4 000 rpm e 14,5 mkgf de torque já a 2 000 rpm, e os soldados comemoraram a decisão. Além disso, o Willys era mais barato de fabricar e tinha a silhueta mais baixa.
Poucos meses depois, em outubro de 1941, ficou evidente que a Willys também não seria capaz de atender à demanda e, por isso, a Ford foi contratada para dar uma forcinha. Os jipes eram efetivamente iguais, mas o modelo da Ford se chamava Ford GPW — sim, o “W” era de Willys.
O nome "Jeep" é uma gíria militar usada desde a década de 1910. A palavra era usada para designar qualquer coisa que fosse insignificante, esquisita ou boba. Durante a Primeira Guerra Mundial (1914-1919) os mecânicos a usavam para se referir a qualquer veículo novo e até traquitanas motorizadas. Qualquer mesmo: de motosserras a aviões.
A manobra veio bem à tempo da Segunda Guerra Mundial. Durante o conflito, que durou de 1939 a 1945, foram fabricados nada menos que 363 mil exemplares do jipe da Willys e 280 mil unidades do modelo da Ford.
Foi a primeira vez que a Willys e a Ford cooperaram na fabricação do veículo, que àquela altura já era comumente chamado de Jeep. Mas a relação entre as duas companhias não foi apenas na fabricação: alguns elementos de design da Ford foram incorporados ao projeto da Willys — como a grade de aço, que melhorava o arrefecimento do motor e custava menos para ser fabricada. No projeto original da Ford, a grade tinha nove fendas, que foram reduzidas para sete quando a Willys começou a fabricar o MB para uso civil, em 1945.
Quando isto aconteceu, o veículo foi rebatizado como Jeep Willys CJ, de Civilian Jeep. A Ford prontamente tentou processar a Jeep com base na sigla “GP”, mas não obteve sucesso. De qualquer forma, nem a Ford e nem a Willys ficaram com os direitos sobre o projeto original — o governo americano considerava que o projeto original havia sido idealizado pela American Bantam e pelo Exército.
O máximo que a Willys conseguiu foi o direito de dizer que “contribuiu para o desenvolvimento” do veículo. Esta situação só mudou em 1950, quando a Bantam pediu falência, e a Willys herdou a propriedade intelectual pelo projeto e pelo nome Jeep.
Em 1946 surgiram versões do Jeep mais voltadas ao mercado civil — a Utility Wagon, que ficaria conhecida mais tarde no Brasil como Rural Willys, e a versão picape. Chegou a ser criada uma versão, chamada de "Agri-Jeep", com o objetivo de substituir os tratores nas fazendas, mas não teve êxito comercial por ser leve demais para o trabalho no campo.

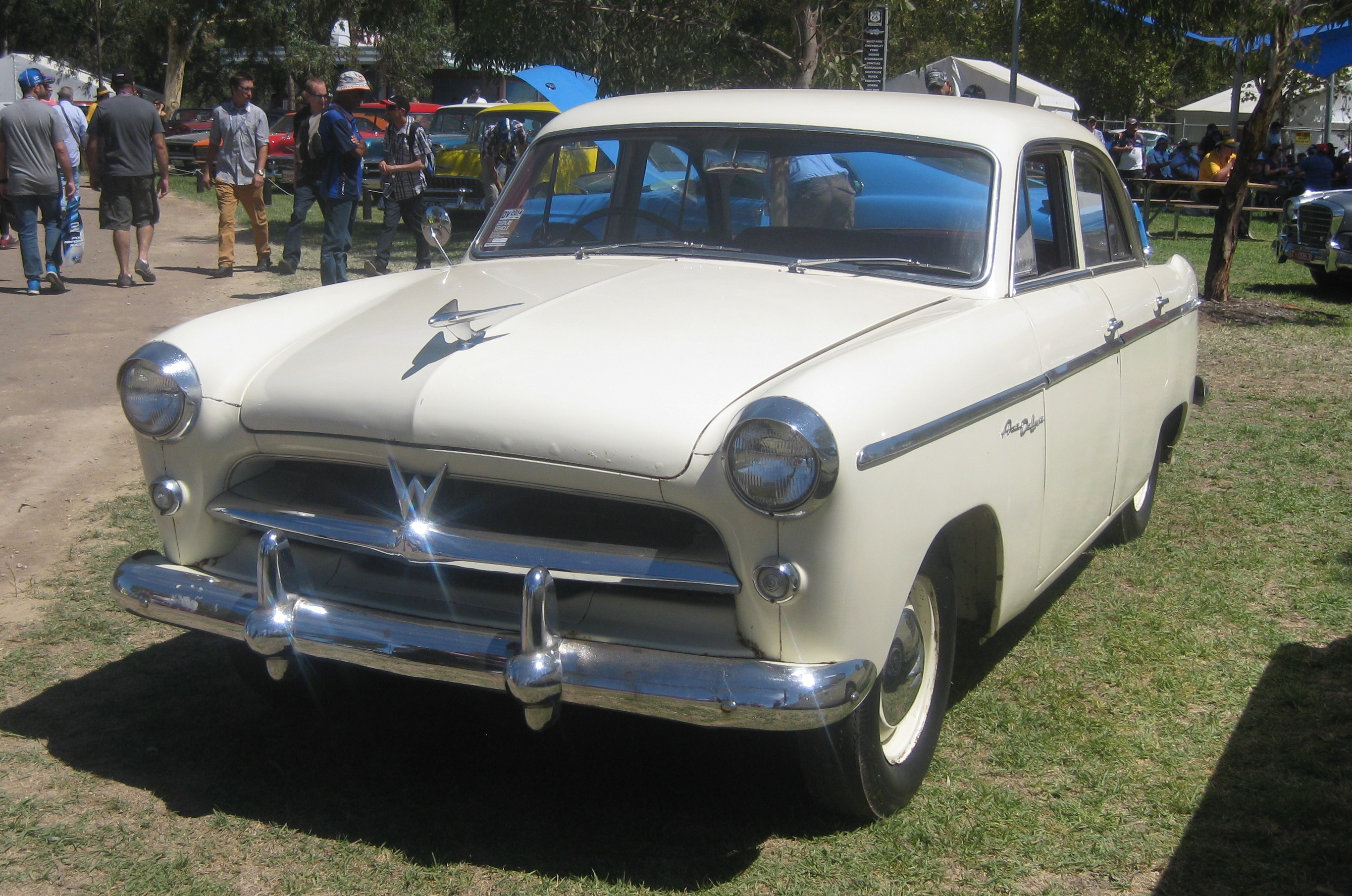
Willys Aero de 1954 na versão vendida nos Estados Unidos.

A Willys produziu apenas veículos da linha Jeep até 1951, quando foram lançados novos modelos, como o Aero, destinado exatamente às famílias do pós-guerra. Em 1953 a firma passou pela primeira de uma série de aquisições, sendo comprada pela Kaiser Motors e tendo seu nome alterado para Willys Motor Company. Mas as vendas dos carros de passeio da Willys e da Kaiser continuaram em declínio e, em 1955, a fabricação de carros cessou e todo o maquinário para fabricação do Aero foi mandado para o Brasil.
Em 1963, a firma passou a se chamar Kaiser-Jeep, até a sua aquisição em 1970 pela AMC. Em 1975 a nova proprietária ressuscitou o nome Willys, porém apenas como fábrica de peças sobressalentes.
A AMC continuaria a produzir o maior legado da Willys, o Jeep, até 1986, mesmo depois de ser comprada pela Renault em 1979. A linha Jeep original, com o nome oficial de CJ, foi substituída pela nova linha Jeep Wrangler, que apesar da marca Jeep e da semelhança com o antecessor, trazia muitas mudanças mecânicas. A Renault vendeu a AMC para a Chrysler em 1987, que por sua vez se uniu à Mercedes-Benz em 1998. Curiosamente, após toda essa série de aquisições, a marca Jeep continua viva e, em 2002, a DaimlerChrysler trouxe de volta a marca Overland, utilizada no Jeep Grand Cherokee.